# Fahriye Evcen
Fahriye Evcen (Solingen, Njemačka, 4. lipnja 1986.), tursko - njemačka glumica. 

## Životopis
Fahriye Evcen rođena je u Njemačkoj od roditelja turskog podrijetla. Diplomirala je na sveučilištu u Düsseldorfu na odjelu sociologije. Proslavila se ulogom Necle Tekin u turskoj televizijskoj seriji Kad lišće pada. Osim turskim, govori njemački, engleski i španjolski jezik.

## Filmografija

### Televizijske uloge
| Godina        | Naslov         | Uloga       |
| ------------- | -------------- | ----------- |
| 2005.         | Asla Unutma    |             |
| 2006.         | Hasret         | Songül      |
| 2006. – 2010. | Kad lišće pada | Necla Tekin |
| 2011.         | Yalancı Bahar  | Zeynep      |
| 2012.         | Veda           |             |
| 2013.         | Çalıkuşu       | Feride      |

### Filmske uloge
| Godina | Naslov                           | Uloga                |
| ------ | -------------------------------- | -------------------- |
| 2007.  | Cenet                            | Kiz                  |
| 2008.  | Aşk Tutulması                    | Pınar                |
| 2009.  | Alvin ve Sincaplar 2             |                      |
| 2010.  | Sinyora Enrica ile İtalyan Olmak | Mlada Sinyora Enrica |
| 2010.  | Takiye: Allah'ın Yolunda         | Sevde Aksu           |
| 2012.  | Evim sensin                      | Leyla                |